# Perros anglo franceses de caza

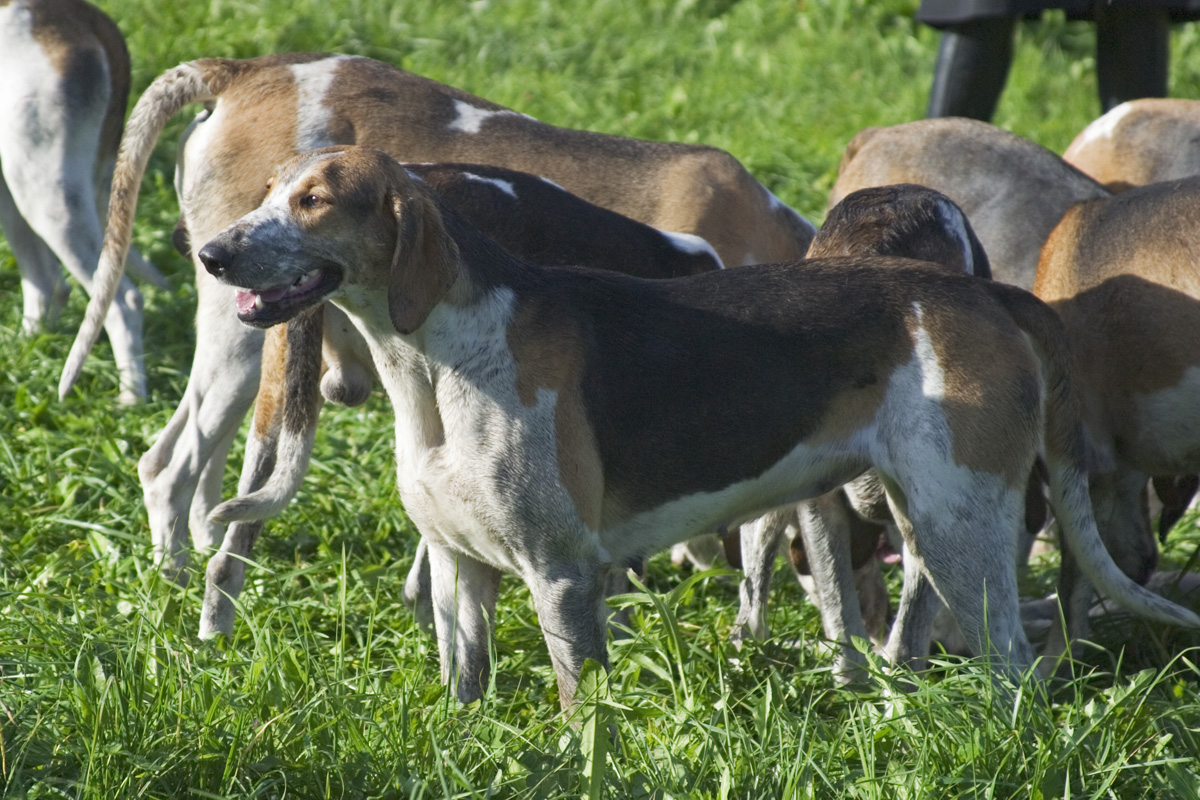
Perro que forma parte de una jauría de Gran anglo-francés tricolor.

Los perros anglo franceses y franceses de caza, son un tipo de perro de caza que incluye antiguos perros franceses y razas creadas con la mezcla de perros franceses con perros de caza de zorro ingleses.
Existen siete razas descritas bajo esta definición.

## Razas
- Perro de caza francés tricolor, el clásico perro de caza que sigue al cazador a su espalda. Similar al Poitevin.[1]

- Perro de caza francés blanco y negro, el original tras varios siglos y que ha sido influenciado en el siglo XIX por cruzas con Poitevin y Gascon-saintongeois.[2]

- Perro de caza francés blanco y naranja

- Gran anglo-francés blanco y negro, originariamente del siglo XIX de tipo Bâtard anglo-saintongeois, cruza de Saintongeois y cazador de zorro (Foxhound).

- Gran anglo-francés tricolor, la raza francesa de perro de caza más influenciada por el foxhound.

- Gran anglo-francés blanco y naranja, originariamente a partir de cruces entre Billy y foxhound, siendo una gran mejora para el foxhound inglés.[3]

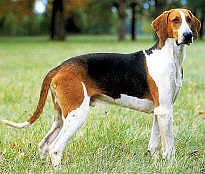
Anglo-francés de caza menor

- Anglo-francés de caza menorAnglo-francés de caza menor, creado por el cruce de Harrier con Poitevin, Porcelana, Petit gascon-saintongeois y Pequeño azul de Gascoña.

Estos nombres reemplazaron a los antiguos en 1957, cuando se decide añadir el término anglo-francés a los nombres de todas las razas de perros de caza que habían sido conseguidas gracias al cruce con foxhounds.
El término grande, no significa que el perro sea de mucho mayor tamaño, sino que sirven para la caza en grupos grandes. La caza con estos perros se hacía de dos estilos: Chasse-à-Courre, en la cual el grupo persigue y mata al animal y Chasse-à-Tir, donde el grupo rodea al animal y lo persigue hasta llevarle al cazador que espera.